# Саламов, Ислам Камильевич
Ислам Камильевич Саламов (1976, Махачкала, Дагестанская АССР, РСФСР, СССР) — российский кикбоксер, чемпион Европы по кикбоксингу.

## Биография
Кикбоксингом начал заниматься в 1991 году в Махачкале в СК «Денгиз». Занимался под руководством Белета Айдемирова. В 1996 года стал чемпионом Европы.

## Спортивные достижения
- Чемпионат Европы по кикбоксингу 1996 — ;

## Личная жизнь
Родился в Махачкале, где в 1993 году закончил школу. В 1998 году окончил Институт финансов и права.